# Хутір Чубинського
Ху́тір Чуби́нського — ландшафтний заказник загальнодержавного значення. Розташований за 5 км на північний схід від міста Бориспіль (Київська область), в селі Чубинське.
Об'єкт займає площу 10 га. Заказник створений Указом Президента України від 10.02. 1994 р. № 750/94. Землекористувачем є Великоолександрівська сільська рада.

## Опис

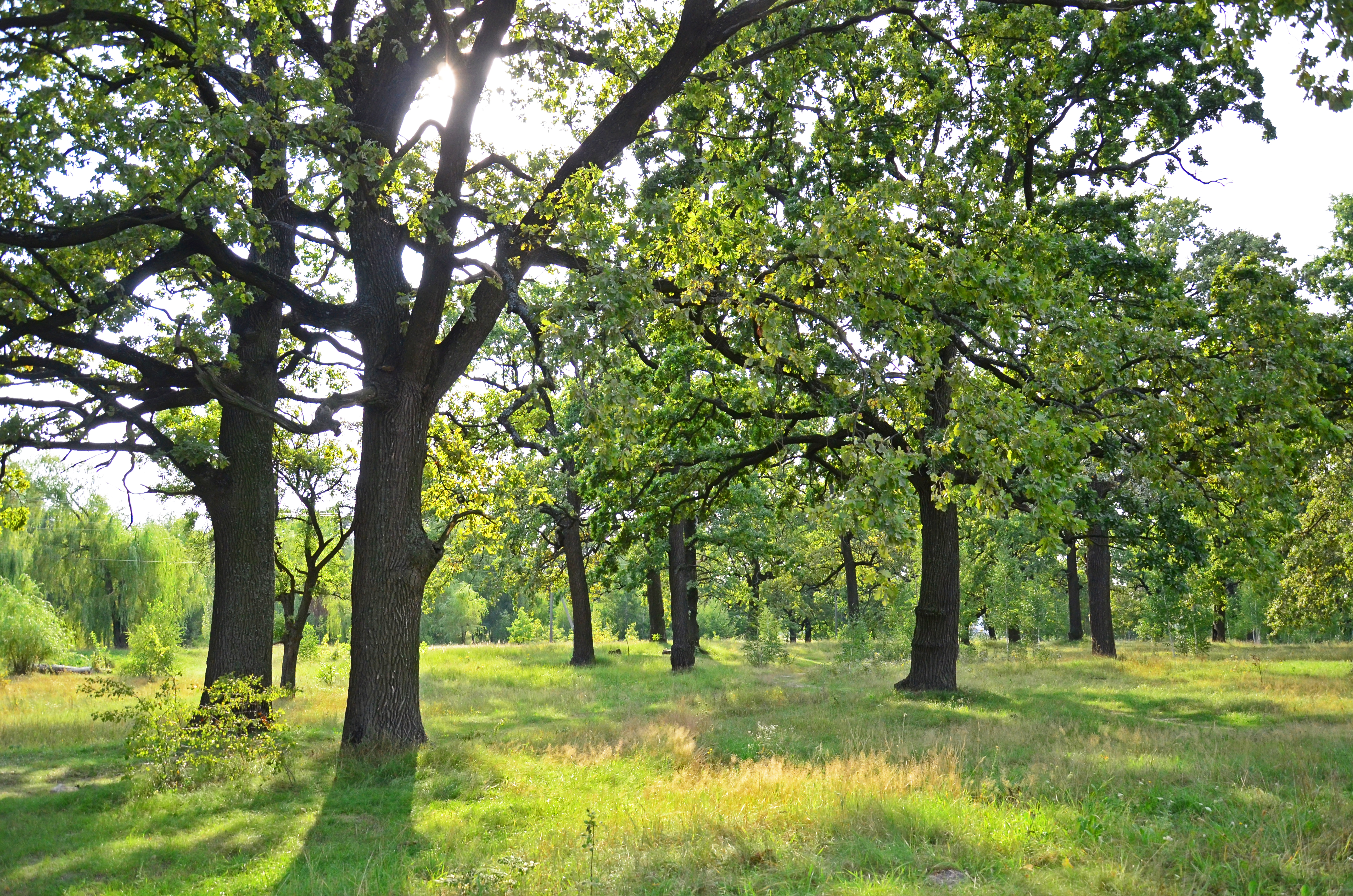
Заказник Хутір Чубинського

Мета: збереження ландшафту, рослинного покриву, мальовничої ділянки дубового лісу (вік 180–220 років).

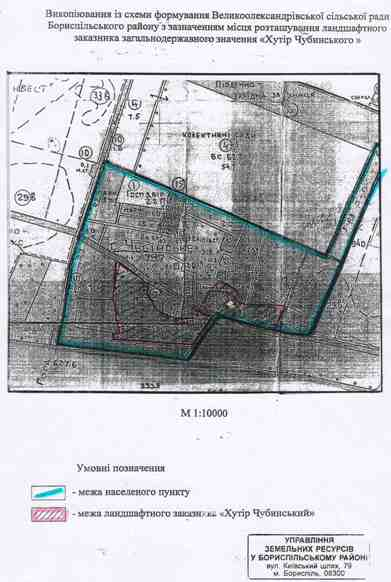

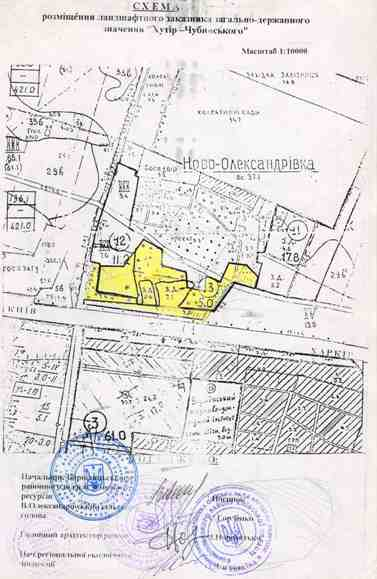
Карта Ландшафтний заказник державного значення "Хутир Чубінського"

Заказник цікавий як природоохоронним, так і історико-культурним значення. Тут зростають дерева віком до 200–300 років, це залишки пралісів, які росли колись по Лівобережжю Дніпра. Вони становлять значний інтерес для дендрологічних досліджень. Окрім того, тут була садиба Чубинських, де мешкав Павло Чубинський, автор тексту гімну України. Садиба не збереглася. Проте, у положенні про заказник передбачена можливість відбудови садиби.